# NGC 7568
NGC 7568 = NGC 7574 ist eine Spiralgalaxie im Sternbild Pegasus nördlich des Himmelsäquators. Sie ist schätzungsweise 384 Millionen Lichtjahre von der Milchstraße entfernt und hat einen Durchmesser von etwa 100.000 Lichtjahren. Im selben Himmelsareal befinden sich u. a. die Galaxien IC 5293, IC 5295, IC 5296, IC 5297.
Das Objekt wurde am 17. Oktober 1876 vom französischen Astronomen Édouard Stephan entdeckt.